# Igor Sláma
Igor Sláma (Brno, 8 maggio 1959) è un ex pistard ceco, fino al 1992 cecoslovacco.

## Palmarès

### Olimpiadi
- 1 medaglia:
  - 1 bronzo (Mosca 1980 nell'inseguimento a squadre)

### Mondiali
- 1 medaglia:
  - 1 oro (Amsterdam 1979 nella corsa a punti)